# Paramartyria bimaculella
Paramartyria bimaculella is een vlinder uit de familie van de oermotten (Micropterigidae). De wetenschappelijke naam van de soort is voor het eerst geldig gepubliceerd in 1931 door Issiki.